# オランダ王立芸術科学アカデミー

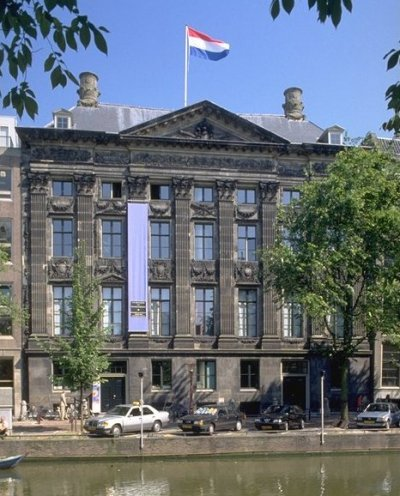
オランダ王立芸術科学アカデミーはアムステルダムの Trippenhuisis にある。

オランダ王立芸術科学アカデミー（蘭: Koninklijke Nederlandse Akademie van Wetenschappen、KNAW）は、オランダにおける科学と文学の振興を専門とする組織である。アムステルダムの Trippenhuis にある。
各種諮問機能と管理機能に加えて、社会史国際研究所を含む多数の研究所を運営しており、さらに多数の賞を主催している。例えば、理論物理学のローレンツメダル、微生物学のレーウェンフック・メダル、自然科学と歴史学のハイネケン賞、数学のブラウワー・メダルなどがある。

## 主な役割
このアカデミーはオランダ政府に科学的問題について助言する。純粋に科学的問題についての助言が多いが、一方で研究者の雇用政策や大きな国際プロジェクトへのオランダの貢献といった問題についても助言している。議会、省庁、大学、研究機関、出資機関、国際機関などに助言している。
- 科学研究に関する問題について政府に助言する。
- 科学研究の質を評価する（査読）。
- 科学的討論の場を提供し、国際的な科学協力を促進する。
- 基礎的および戦略的科学研究を行っている研究所群の上位組織として機能し、広報的役割を果たす。

## 会員と組織
会員（正規会員は65歳以下で最大でも200名ほど）は、選出されると生涯の会員となる。候補者はアカデミー以外の個人や組織が推薦する。候補者の公表されている科学的業績に基づいて選出が行われる。そのため会員に選ばれることは大きな名誉であり、一流の証と見なされている。正会員のほかに、65歳を越え引退した会員、海外在住の正会員、通信会員がある。
オランダ王立芸術科学アカデミーは学界全体をずっと包含してきた。アカデミーは次の2つの部門に分かれている。
- 科学部門（数学、物理学、天文学、生命科学、工学） - 正会員110名
- 人文学と社会学部門（人文学、法学、行動科学、社会科学） - 正会員90名

両部門にそれぞれ運営委員会がある。2部門はさらに細かいセクションに分けられている。アカデミーの最高機関は両部門の会員が全員参加する総会である。2008年5月1日まで Frits van Oostrom が会長を務めていたが、ロベルト・ダイクラーフが新会長に就任した。van Oostrom の辞任演説とダイクラーフの就任演説で、両者ともにオランダの科学研究への出資が他国に比べて低いことに懸念を表明している。2012年から2015年まではハンス・クレヴァースが就任し、現在の会長は Wim van Saarloos（2018年就任）。

## 歴史
フランスに侵略されホラント王国となっていた1808年5月4日、ルイ・ボナパルトが Koninklijk Instituut van Wetenschappen, Letterkunde en Schoone Kunsten（王立科学文学芸術研究所）として創立。ネーデルラント連合王国としてフランスから独立した後の1816年、Koninklijk-Nederlandsch Instituut van Wetenschappen, Letteren en Schoone Kunsten と改称。1851年に一旦解散され、Koninklijke Akademie van Wetenschappen として再設立し、1938年に現在の名称となった。1812年以来、アムステルダムの Trippenhuis にある。
1955年、組織として Gouden Ganzenveer を受賞。

## 若手アカデミー
De Jonge Akademie（若手アカデミー）は若い研究者の組織であり、2005年にKNAWの一部として創設された。毎年10人のメンバーが選ばれ、任期は5年とされている。25歳から45歳までの科学者が選考対象で、それまでの業績によって選ばれる。ドイツの Junge Akademie をモデルとしており、その後それらの仕組みをモデルとして Global Young Academy が生まれた。